# Viktorin (Münsterberg und Troppau)
Viktorin von Münsterberg (auch Viktorin von Münsterberg und Troppau; Viktorin von Podiebrad; tschechisch: Viktorín z Minstrberka; Viktorín z Poděbrad; Viktorín Opavský; * 29. Mai 1443 in Podiebrad; † 30. August 1500 Teschen) war seit 1459 Reichsgraf sowie Graf von Glatz. Von 1462 bis zu seinem Tode war er Herzog von Münsterberg, von 1465 bis 1485 Herzog von Troppau.

## Herkunft und Familie
Viktorin war der zweitgeborene Sohn des böhmischen Königs Georg von Podiebrad aus dessen Ehe mit Kunigunde von Sternberg. Seinen Vornamen erhielt er nach seinem Großvater Viktorin von Podiebrad. 1463 heiratete er Margarete, Tochter des Hynek Ptáček von Pirkstein, die 1472 verstarb. Zwei Jahre später vermählte er sich mit Sophie, einer Tochter des Teschener Herzogs Boleslaw II. Nach deren Tod 1479 heiratete er 1480 Margarete Palaiologa von Montferrat († 1496). Aus den Ehen entstammten die Töchter
- Johanna (* um 1463; † 1496), verheiratet mit Kasimir II. von Teschen
- Magdalena Euphemia († 1497), Zisterzienserin in Trebnitz
- Anna (*/† 1498)
- Ursula (Voršila; † nach 1534), bis 1529 Nonne im Magdalenenkloster in Freiburg
- Apolonia († 1529), zunächst Klarissin in Strehlen, danach mit Erhard von Queis verheiratet

sowie die Söhne
- Laurentius (Vavřinec; † 1503) und
- Bartholomäus (Bartoloměj; † 1515)

## Leben
Da Viktorins älterer Bruder Boček behindert war, wurden Viktorin die Pflichten eines Erstgeborenen übertragen. Deshalb stand er seit jungen Jahren politisch auf der Seite seines Vaters. Dieser erreichte 1459 bei Kaiser Friedrich III. die Ernennung Viktorins zum Reichsgrafen. 1462 bestätigte er die Ernennung nochmals und erhob gleichzeitig Viktorins Brüder Heinrich d. Ä. und Heinrich d. J. zu Reichsgrafen. Georg seinerseits hatte schon vorher diese drei Söhne zu Grafen von Glatz ernannt und mit der Grafschaft Glatz sowie dem Herzogtum Münsterberg belehnt. Zudem erwarb er bis 1464 das Herzogtum Troppau. Diese Gebiete wurden bis zu Georgs Tod 1471 von den Brüdern Viktorin, Heinrich d. Ä. und Heinrich d. J. gemeinsam regiert.
Im Konflikt zwischen den habsburgischen Brüdern Friedrich III. und Albrecht VI. um die Regentschaft in Österreich stand Viktorin einem von seinem Vater nach Wien entsandten Entsatzheer vor, das im Dezember 1462 den Kaiser Friedrich III. in der Wiener Hofburg befreite.
Als 1466 Papst Paul II. Georg von Podiebrad zum Ketzer erklärte und zu einem Kreuzzug gegen die Hussiten aufrief, kämpfte Viktorin gegen die katholische Grünberger Allianz. Ihr hatten sich auch der Breslauer Bischof Jost von Rosenberg und die Stadt Breslau angeschlossen. Deren Truppen konnte Viktorin im Juni 1467 bei Frankenstein schlagen. Als sich Kaiser Friedrich III. politisch von König Georg abwandte, beschloss dieser eine militärische Aktion gegen ihn. Deshalb besetzte Viktorin im Januar 1468 die Stadt Stockerau, von wo er Streifzüge in die Gegend von Wien unternahm. Dort musste er jedoch vor den Truppen des ungarischen Königs Matthias Corvinus zurückweichen. Im April 1468 verteidigte er erfolglos das mährische Trebitsch gegen ihn.
Am 27. Juli 1469 geriet Viktorin in Wesseli an der March in ungarische Gefangenschaft. Er wurde zuerst auf der Burg Trenčín und später in Visegrád festgehalten. Erst nach dem Tod seines Vaters im März 1471 und einem geheimen Übertritt zum Katholizismus sowie der Zahlung von Lösegeld wurde er im Mai 1471 entlassen. Danach hielt er  sich einige Zeit bei seinem Bruder Heinrich d. Ä. auf der Burg in Glatz auf.
1472 teilten Viktorin und seine Brüder die von ihrem Vater Georg von Podiebrad hinterlassenen Besitzungen nach einem Erbteilungsplan auf. Viktorin erhielt das Herzogtum Troppau sowie Kolín, das er, vermutlich im Tausch gegen das Fürstentum Pleß, 1475 seinem Bruder Heinrich d. J. abtrat. 1480 verkaufte Viktorin das Fürstentum Pleß seinem ehemaligen Schwager und Schwiegersohn Kasimir II. von Teschen.
In den kriegerischen Auseinandersetzungen zwischen Böhmen und Ungarn um die Vorherrschaft in Böhmen unterstützte Viktorin seinen früheren Feind Matthias Corvinus. Auf einem Kriegszug nach Schlesien nahmen sie 1474 den Jägerndorfer Herzog Johann IV. gefangen. Das gleiche Schicksal widerfuhr dem Rybniker Herzog Wenzel, dessen Besitz für kurze Zeit an Viktorin gelangte.
Auf Verlangen Corvins stimmte Viktorin 1485 einem Vertrag zu, mit dem er das Herzogtum Troppau gegen einige Schlösser in Slawonien tauschen musste. Troppau erhielt Corvins unehelicher Sohn Johann. Nur zwei Jahre später konfiszierte Corvin auch die slawonischen Schlösser. Bereits 1486 musste Viktorin die Herrschaft Polná, an die er durch seine erste Heirat gelangt war und zu der auch Přibyslav gehörte, verkaufen. Der nun besitzlose Viktorin lebte ab diesem Zeitpunkt zurückgezogen bei seiner Tochter Johanna in Teschen. Nach Corvins Tod 1490 machte er sich vergeblich Hoffnungen auf die Rückgabe von Troppau. Viktorin starb am 1. August 1500 in Teschen. Sein Leichnam wurde in der Heilig-Geist-Kirche in Troppau beigesetzt.
Obwohl Viktorins drei Neffen, die Söhne seines Bruders Heinrich d. Ä., die Grafschaft Glatz bereits 1501 an ihren späteren Schwager Ulrich von Hardegg verkauften, behielten sie und ihre Nachkommen sowie die Söhne Viktorins den Titel Herzog von Münsterberg und Graf von Glatz in männlicher Linie bis 1647 bei.